# Gary Valente
Gary Valente, né le 26 juin 1953, est un tromboniste de jazz, notamment connu pour son travail en big band avec Carla Bley ou George Russell.

## Biographie
Gary Valente débute le trombone à 8 ans auprès de son père Frank Valente, lui-même tromboniste. Il étudie au Conservatoire de musique de la Nouvelle-Angleterre de 1971 à 1974. Il étudie le trombone avec John Coffey, et la composition et l'arrangement avec Jaki Byard,.
Arrivé à New York après ses études, il fait partie de plusieurs big bands, comme le NEC’s Jazz Repertory Orchestra, avec lequel il réalise ses premiers enregistrements, ou celui de Carla Bley, avec qui il enregistre une douzaine d'albums et participe à plusieurs tournées mondiales, George Russell, Lester Bowie ou de Chico O'Farrill.
Il joue également dans de petits ensembles aux côtés de Charlie Haden, Andy Sheppard, Cab Calloway, Joe Lovano ou Don Byron.
À la fin des années 1980, il codirige un petit ensemble avec le saxophoniste Bob Hanlon.
En 1994, il forme avec les trombonistes Ray Anderson, Craig Harris (en) et George Lewis le groupe Slideride.
Dans les années 1990, il joue notamment dans le Brass Fantasy de Lester Bowie et dans l'Afro-Cuban Big Band de Chico O'Farrill .

## Discographie

### En tant que leader ou coleader
- Slideride (en), avec Ray Anderson, Craig Harris (en) et George Lewis (hat ART, 1995)

### AvecCarla Bley
- 1981 : Social Studies (Watt)
- 1982 : Live! (Watt)
- 1984 : I Hate to Sing (Watt)
- 1984 : Heavy Heart (Watt)
- 1989 : Fleur Carnivore (Watt)
- 1991 : The Very Big Carla Bley Band (Watt)
- 1993 : Big Band Theory (Watt)
- 1996 : The Carla Bley Big Band Goes to Church (Watt)
- 2000 : 4x4 (Watt)
- 2003 : Looking for America (Watt)
- 2008 : Appearing Nightly (Watt)

### AvecLester Bowie
- 1998 : The Odyssey of Funk & Popular Music (Atlantic)
- 2000 : When the Spirit Returns (Warner/Birdology)

### AvecGeorge Gruntz
- 2001 : Global Excellence (TCB)
- 2006 : Tiger by the Tail (TCB)
- 2008 : Pourquoi Pas? Why Not? (TCB)

### AvecJoe Lovano
- 1990 : Worlds (Label Bleu)
- 2002 : Viva Caruso (Blue Note)

### AvecNick Mason
- 1981 : Nick Mason's Fictitious Sports (Harvest)
- 2018 : Unattended Luggage (Parlophone)

### AvecArturo O'Farrill(en)
- 2008 : Song for Chico (Zoho)
- 2013 : Final Night at Birdland (Zoho)

### AvecChico O'Farrill
- Heart of a Legend (Milestone, 1999)
- Carambola (Milestone, 2000)

### AvecEd Schuller(en)
- 1982 : Life Cycle (GM)
- 1992 : The Eleventh Hour (Tutu)
- 1994 : To Know Where One Is (Power Bros)
- 1996 : The Force (Tutu)

### AvecAndy Sheppard
- 1990 : Soft on the Inside (Antilles)
- 1993 : Rhythm Method (Blue Note)
- 1994 : Delivery Suite (Blue Note)

### Avec d'autres musiciens
- Tony Dagradi (en), Oasis (Gramavision, 1980)
- Joseph Daley (en), The Seven Deadly Sins (Jaro, 2010)
- Defunkt, Live in Europe (2002)
- Charlie Haden, The Ballad of the Fallen (en) (ECM, 1983)
- Sara Lee, Make It Beautiful (Righteous Babe, 2000)
- Karen Mantler, Karen Mantler's Pet Project (Virgin 2000)
- Orange Then Blue (en), Music for Jazz Orchestra (GM, 1987)
- George Russell, New York Big Band (Soul Note, 1982)
- George Schuller (en), Lookin' Up from Down Below (GM, 1989)
- Steve Weisberg (en), I Can't Stand Another Night Alone (XtraWATT, 1986)
- Robert Wyatt, Different Every Time (Domino, 2014)